# دماغ‌سوخته‌ها
دماغ سوخته‌ها فیلمی به کارگردانی  و نویسندگی مهدی بشارتیان ساختهٔ سال ۱۳۳۴ است.

## بازیگران
- فریال میرمطهری
- ثریا روحی
- جواد تقدسی
- خرمی
- هوشنگ مرادی
- علی کمیلی